# مخدوم قلي فراغي
مخدوم قلي فراغي هو زعيم روحي إيراني تركماني وشاعر فيلسوف وصوفي ورحالة ويعد الشخصية الأكثر شهرة في تاريخ الأدب التركماني.
سميت تيمنا به مدينة مخدوم قلي فراغي في تركمانستان، وكذلك تقسيم إداري وهو مديرية مخدوم قلي فراغي.

## النصب التذكارية
في مايو 2024، كشف عن نصب تذكاري مخصص للذكرى السنوية الثلاثمائة لميلاد مخدوم قلي فراغي في عشق آباد عند سفح سلسلة جبال كبه طاغ. يقف تمثال الشاعر الذي يبلغ ارتفاعه 60 مترًا على قاعدة يبلغ ارتفاعها 20 مترًا، ويؤدي إليها درج مهيب بأوعية ضخمة من الغرانيت.
كما شيد نصب تذكاري لمخدوم قلي فراغي مصنوع من الخرسانة والحجر الطبيعي في ساحة مخدوم قلي فراغي في شارع مخدوم قلي فراغي في وسط عشق آباد عام 1971، وهو أيضًا أحد التماثيل العديدة التي تحيط بنصب الاستقلال في عشق آباد. تصور التماثيل أشخاصًا تم مدحهم في روح نامة، وهو دليل روحي كتبه رئيس تركمانستان صفرمراد نيازوف.
كما توجد نصب تذكارية لمخدوم قلي فراغي في مدن في جميع أنحاء الاتحاد السوفيتي السابق. وتشمل هذه النصب التذكارية في آستانا في كازاخستان، وكييف في أوكرانيا، وأستراخان في روسيا، والنقوش البارزة في طشقند، وخيوة في أوزبكستان، وكذلك في إيران وأنقرة في تركيا.
كما كشف عن تمثال نصفي لمخدوم قلي فراغي في مكتبة مارغريتا رودومينو الحكومية الروسية للأدب الأجنبي في موسكو، روسيا في عام 2024.

## معرض الصور

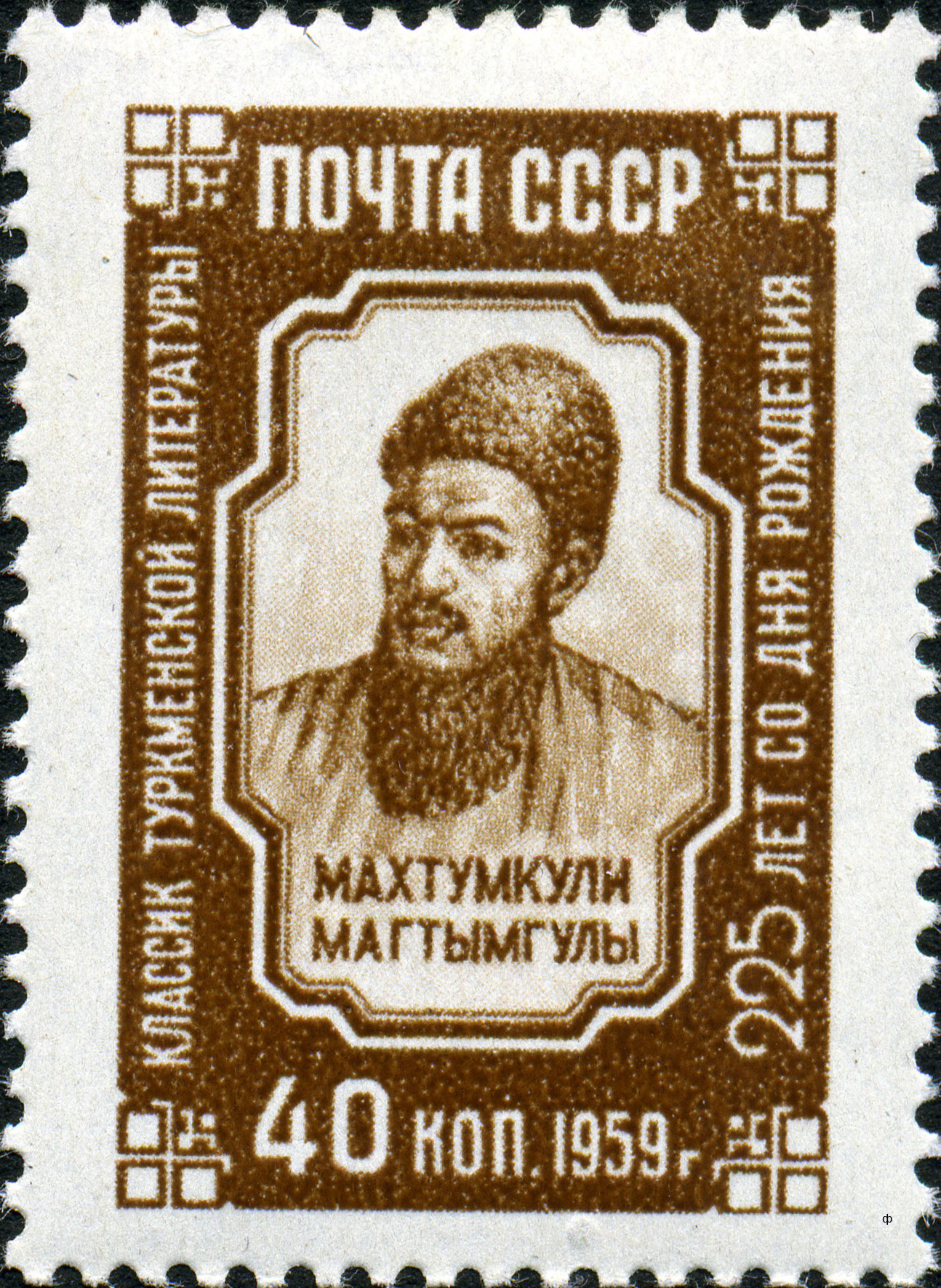
طابع سوفيتي صادر سنة 1959 تيمنا بمخدوم قلي فراغي
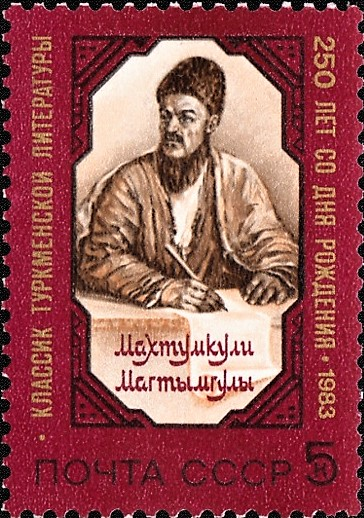
طابع سوفيتي صادر سنة 1983 تيمنا بمخدوم قلي فراغي
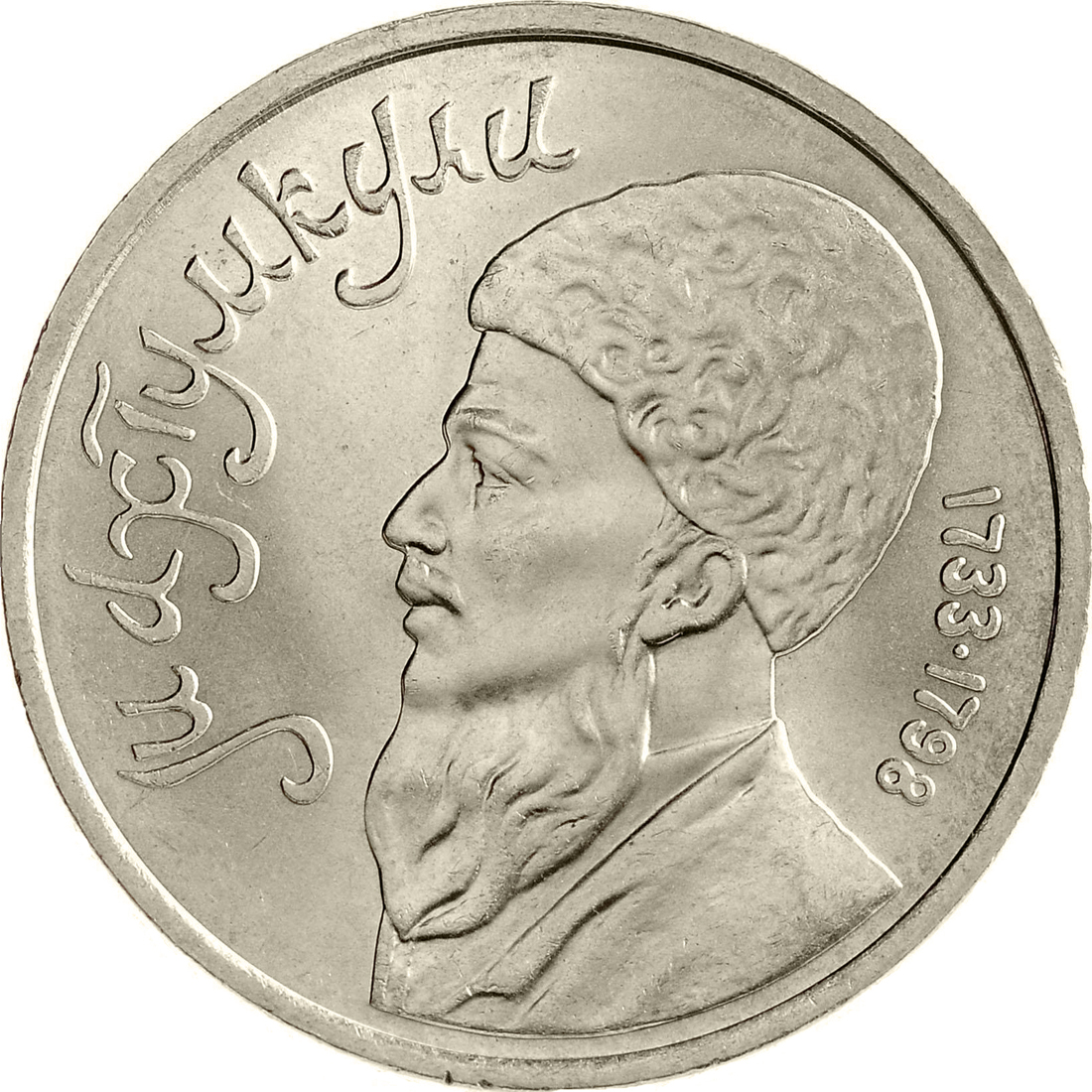
عملة نقدية معدنية تذكارية سوفيتية مقدارها 1 روبل تظهر فيها صورة مخدوم قلي فراغي
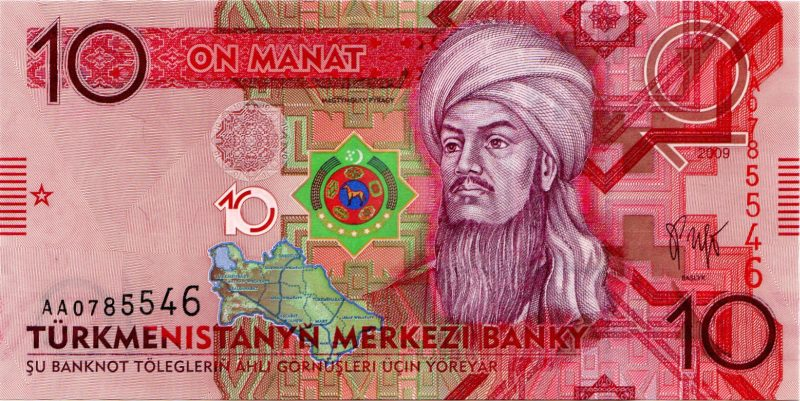
ورقة نقدية تركمانستانية تظهر صورة مخدوم قلي فراغي
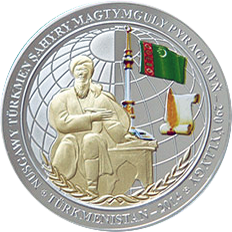
قطعة نقدية تذكارية من تركمانستان تظهر صورة مخدوم قلي فراغي
نصب تذكاري في طشقند